# Macedonische den
Macedonische den of balkanden (Pinus peuce) is een soort uit de dennenfamilie (Pinaceae).
De boom werd in 1863 door Duits botanicus August Grisebach in Duitsland ingevoerd, en heeft van daaruit haar weg naar de Benelux gevonden.

## Determinatie
Macedonische den is een naaldboom die een hoogte kan bereiken van ± 12 m. De boom heeft opgaande takken die bijna horizontaal naar buiten buigen. De lange, zacht aanvoelende naalden zijn grijsgroen. De kegelvruchten zijn tot 15 cm groot.

### Gelijkende taxa
De boom heeft een dichtere kroon en donkerder schors dan weymouthden (Pinus strobus). Macedonische den mist de haren achter bosjes naalden.

## Verspreiding
Het natuurlijke verspreidingsgebied van Macedonische den strekt zich uit over de Balkan.

## Tuin
De boom groeit het best op een plaats in de volle zon op matig humeuze tot zandige grond.
... · 
P. albicaulis (asgrijze den) · 
P. aristata (stoppelden) · 
P. balfouriana (vossenstaartden) · 
P. brutia (Turkse den) · 
P. canariensis (Canarische den) · 
P. cembra (alpenden) · 
P. contorta (draaiden) · 
P. densiflora (Japanse rode den) · 
P. halepensis (aleppoden) · 
P. heldreichii (Bosnische den) · 
Pinus hwangshanensis · 
P. jeffreyi (jeffreyden) · 
P. koraiensis (Koreaanse den) · 
P. lambertiana (suikerden) · 
P. longaeva (langlevende den) · 
P. monophylla · 
P. monticola (Amerikaanse witte den) · 
P. mugo (bergden) · 
P. muricata (bishopden) · 
P. nigra (zwarte den) · 
P. nigra subsp. laricio (Corsicaanse den)  · 
P. nigra subsp. nigra (Oostenrijkse den) · 
P. palustris (moerasden) · 
P. parviflora (Japanse witte den) · 
P. peuce (Macedonische den) · 
P. pinaster (zeeden) · 
P. pinea (parasolden) · 
P. ponderosa (gele den) · 
P. pumila (Siberische dwergden) · 
P. radiata (montereyden) · 
P. strobus (weymouthden) · 
P. sibirica (Siberische den) · 
P. sylvestris (grove den) · 
P. thunbergii (Japanse zwarte den) · 
P. wallichiana (tranenden) · 
...